# Mordella innotatopyga
Mordella innotatopyga es una especie de coleóptero de la familia Mordellidae.

## Distribución geográfica
Habita en Paraguay.